# 海人 (未確認生物)

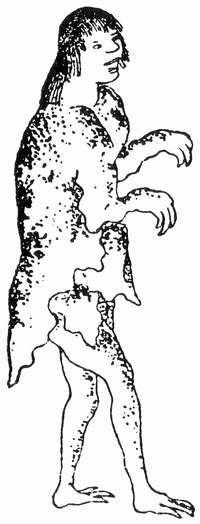
「海人」― 広川懈『長崎見聞録（聞見録）』より

海人（かいじん）は中国や日本の文献にみえる伝説上の海棲人種、もしくは人間に近い種族。
中国語で書かれたヨーロッパ人の書物によれば、海人は体全体は人間のようだが、手足に鴨のような水かきをもつという。その一例がオランダで捕獲された海人で、全身がたるんだ肉皮で覆われ、裾が地面につくようなローブ（袍服）を着ているようであった。江戸時代の書物『大和本草』等にも記載があり、皮が垂れ下がって袴のようだと説明される。
オランダの例は、1403年のエダムの人魚と同定されており、オランダでの記述によると、彼女の体は水中物（のちに海藻とみなされる）で覆われていた。

## 中国

### 明・清
明末・清代に、ヨーロッパ人が中国語で刊行した書物に海人のことが記載されている。ジュリオ・アレーニ（漢名：艾儒略）『職方外紀』（1623年）によれば、海人は二種いる、等と説いている。フェルディナント・フェルビースト（南懐仁）『坤輿外紀』（1670年頃）「海族」にも『職方外紀』とほぼ同文の転載がみられる。
第1種は体ぜんたいにおいてまるで人のようで、須眉（鬚眉）もみな持ちあわせるが、手足が鳧（野鴨）の水かきのようである。西海（ヨーロッパの海）で捕獲されて某国王の元に献じられたが、何も食さなかったので、飼いならせなかった王はしかたなしに海に放流すると、手を叩き大声で笑った（"鼓掌大笑"）という。
第2種は、全身がたるんだ肉皮で覆われ、それが垂れて地面まで届いており、まるで袍服（男女ともに着る長いローブ式の礼服）を着ているようであった、著作の200年前オランダで捕獲された女性がその例であるという。人々は彼女に衣服を着せて食べ物を与え、仕事（糸つむぎ）を覚えさせた。十字架を見せるとお辞儀して礼したが、言語は喋れなかった。何年も生きたという。
この女性とは、1403年にオランダで発見された例（いわゆるエダムの人魚）と同定されており、17世紀のヨーロッパの文献にもよく言及され、オランダ人ペトルス・スクリヴェリウス（1660年没）のラテン語オランダ史にある"海の女"の記述もその一例である。同書には全裸の姿で見つかったとあるが、同著者のオランダ語史料をみると、（エダム町の）プルメル湖ないし、この堰止湖の水源であるエー川で見つかっており、体が"緑の苔で覆われていた"としている。古い記述（1470年）だと何らかの"水中物がくっついている（こびりついている）"とのみ書かれており、後の史料（1517年）では、"苔などのぬめりとか、水中物に覆われていた"と詳細添加で記述された。一般解説では、彼女は海藻に覆われていたが、それは洗い流された、と説明される。
十字架を拝したという要素は、西洋の文献では必ず取り上げられるが、そうしたキリスト教的な部分は、中国側、例えば清代の聂璜『海錯図』では割愛されていた。その『海錯図』の添え文は冒頭で「海人魚」としているものの、『職方外紀』の「海人」とも同一視されており、「人魚」や「海女」についての記述もされている。手に水かきをもつが、足は人間とおなじかたちで、赤い背びれのようなものが生えている生き物とに描かれており、添え文の説明もそれと合致する（海人魚§海錯図参照）。

### 宋・邵雍
宋代の邵子（邵雍）を典拠とする「海人」の記述が、『草木子』やその他の文献にみつかる。"邵子いわく、陸棲の物には、必ず水中に[それと対応する生物が]"存在する、よって、理屈からすれば「海人」という生物も必ず存在するにちがいない、と説いている。そして船商人から聞いた話では、南海（南シナ海?）に出現する「海人」は、"形は僧の如く、人すこぶる小さ"く、船に乗り込んでくるが、そのとき乗員には静かにしていろと戒めねばならない。それを守ればしばらくして水に潜って帰ってゆく。しかしこれを怠り騒々しくしてしまうと大風が湧き起こり船は転覆すると伝えられていた。この「海人」は日本で俗に知られる「海小僧」（四国の通称）や、「海坊主」と同じである、と考察されている。

### 女真・金朝
『草木子』では、引き続いて「海人」の二例目のような事項が記載されているが、宋が滅びて大金となったころ、その首都の燕京（北京）の旧・塘濼（河北の湖の一群の名）に竜が現れ、手に嬰児のような子を抱えていた。その子はまるで中官（食官）の階級者のごとく、"紅袍玉帯"を纏っていた。三時経つとまた水に沈んでいった、とされる。

### 衣服
上述したように、明代に書かれた『職方外紀』では、海人の肉皮が「袍服（パオフー）」のようであったと説き、女真・金朝の竜が抱えた子の例では紅袍を着ていたとされる。
江戸時代の儒医の著書『万物夜話』では、上述の逸話（『草木子』邵子曰）にたて続けて紅裳の人魚を高麗に使節にだされた査道という人物がみたという逸話を記載する。

## 日本
『大和本草』（1709年）によれば、姿はほぼ人間に近く、頭髪や眉毛の他に顎鬚があり、四肢の指の間には水掻きがあったとの記述がある。人間が与えた食べ物や飲み物を口にすることは決してなく、また人間のような言葉を話すこともなかったという。"一種遍身肉皮ありて腰間に下がり袴を垂れたるが如し"すなわち、全身を覆う皮膚が腰辺りで垂れ下がって袴のようである、それ以外は外見が人と大差ない。海から上がって地上にいさせたが、数日間しか生きられなかったという。
『長崎見聞録』にも、"全身に肉皮（にくひ）ありて、下に垂るること、袴に似たる..."など、同様の記述がみられる。また小野蘭山『本草綱目啓蒙』（1803年）も『大和本草』の記述を引いている。
一方、谷川士清の『和訓栞（わくんのしおり）』（1777–1887年にわたり刊行）では、オランダで捕獲された海の女（"喝蘭達〔カランダ〕にて海中にて一女人を得"）は、多年間生きて働いたとし、肉皮が下に垂れて「袍服をきたるがごとし」としており、上述の『職方外紀』の内容に近い。
また、山村才助（1807年没）の死後刊行された『西洋雑記』にも、プルメル湖（"ピュルメル・メエル"）で捕獲されハールレムに連れていかれたとしており、正確な地名も紹介されている。山村才助が西洋の書物から紹介したこの女人のような"異物"と、『坤輿外紀』の"海人"は、けっきょく同じものであろう、と物集高見が、考察している。そして西洋（オランダ）の書物では、これを「ゼイ・メンセン（海人）」または「ゼエ・フロウー（海女）」と呼ぶ、と付け加えている。
アシカやアザラシのような海獣の類を正体とする説もある。